# 熱海自然郷
熱海自然郷（あたみしぜんきょう）とは、静岡県熱海市の市街地と南熱海（上多賀）の狭間の山地にある、市内最大の温泉付き別荘地。

## 概要
熱海新道沿いから上多賀地区北西にかけての玄岳中腹・標高200m - 500m程の約170万㎡（50万坪）の広大な敷地に築かれている温泉付き別荘地であり、小松製作所系の不動産開発企業だった小松地所が開発し、1964年（昭和39年）から分譲を開始した。総区画数は約2050、総棟数は約900、定住戸数は約120。管理費は年間で4万円前後。温泉は権利が約200万円、名義変更のみが約5万円（10年毎に更新料30万円）で月額3500円程度。
分譲地はエリアごとに7つほどに呼び分けられており、熱海新道沿いの北部エリアは「富士見台」「熱海台」、南部は西側の高地から東側の低地にかけて「玄岳台」「相模台」「大島台」「初島台」「アサヒ丘」といった名称が付けられている。
1972年（昭和47年）に設立されたコマツゼネラルサービス（KGS）が、別荘地管理業務を行ってきたが、2018年（平成30年）に新潟県の不動産企業・ひまわりに事業譲渡、株式会社エンゼルフォレストリゾートに商号変更した。
「富士見台」「玄岳台」などの高台の一部の物件を除き、多くの物件が北東（関東）方面に山を背負う格好になるため、それらの物件はデジタル化に伴うテレビ電波規制厳格化の影響を受け、2018年10月以降、地元ケーブルテレビ局を介した東京波視聴ができず（競合ローカル局が無いNHK関東、テレビ東京、TVK、TOKYO MXは除く）、静岡波のみが視聴可能となっている。

## 主な施設・建物
- 管理事務所
- 集会所
  - フォレストカフェ（土日、9:00-15:00）

宿泊
- 百貨店健保熱海保養所とよさか - 会員の紹介があれば一般客も利用可。
- 熱海森の温泉ホテル（旧・ホテルアストン熱海）・ヴィヴィ熱海自然郷

スポーツ
- 熱海自然郷テニスコート（3面）
- 熱海市民グラウンド（野球）

その他
- ビラ自然郷マンション
- 戸田幸四郎絵本美術館

## アクセス
アクセスは「熱海新道」と、それに交差する「頼朝ライン」の上多賀側に2個ずつ計4つの入り口がある（1つは一部地区用）。
また、東海バスが熱海駅と別荘地を結ぶシャトルバスを毎日5往復、市街地4つ、別荘地内16のバス停をつないで運行している。

### 道路
- 熱海新道 - 別荘地北西エリア
  - 第1入り口 - 西側（管理事務所方面）
  - 第2入り口 - 東側（一部地区用）
- 頼朝ライン（上多賀側） - 別荘地南東エリア
  - 第4入り口 - 北側
  - 第3入り口 - 南側

### 路線バス
熱海駅停留所 6番のりばから、東海バスによる専用の路線マイクロバスが毎日往復5便（水曜定休・大人600円小学生300円程・往復85分）、別荘地各所に16のバス停。
時間・ルート
「熱海駅」「本町商店街」「清水町」「熱海所記念病院前」という4つの市街地のバス停を経由しつつ自然郷へと至り、敷地内の16箇所のバス停を巡回してから、また「熱海所記念病院前」「清水町」「本町商店街」「熱海駅」と来た道を戻っていく。
敷地内のルートは、5便のいずれも「第1入り口」「管理事務所前」を出入り口とする点は同じだが、巡回方向が「市民グラウンド→アサヒ丘→初島台→大島台→相模台・玄岳台」と「時計回り」に回るパターンと、反対に「玄岳台・相模台→大島台→初島台→アサヒ丘→市民グラウンド」と「反時計回り」に回るパターンがある。
また「管理事務所」に近い、高架道路で熱海新道を横断した先の「富士見台」にある百貨店健保の保養所「とよさか」付近のバス停に、「先に行く」パターンと「後に行く」パターンがある。（したがって、「とよさか」方面が後回しにされる1便-3便の場合、「管理事務所前」で降りて徒歩で行った方が近道になる。）
- 第1便（8時-9時台） - 反時計回り・とよさか後
- 第2便（10時-11時台） - 時計回り・とよさか後
- 第3便（13時-14時台） - （同上）
- 第4便（15時-16時台） - 反時計回り・とよさか先
- 第5便（17時-18時台） - （同上）

別荘地内バス停一覧
敷地内の16箇所のバス停は以下の通り。
- 1番 : 熱海台4次入口（熱海新道沿い、第2入り口前）
- 2番 : 熱海自然郷管理事務所前
- 3番 : 市民グランド前
- 4番 : アサヒ丘入口
- 5番 : 戸田幸四郎絵本美術館入口
- 6番 : 初島台1次
- 7番 : ビラ自然郷前
- 8番 : 初島台4次
- 9番 : 大島台2次入口
- 10番 : 大島台1次
- 11番 : 大島台3次入口
- 12番 : 大島台4次
- 13番 : 玄岳台入口
- 14番 : 相模台入口
- 15番 : 玄岳台
- とよさか前

## 沿革
- 1964年（昭和39年） - 分譲開始[3]。
- 1969年（昭和44年） - 市民グラウンド完成[9]。
- 1972年（昭和47年）3月1日 - コマツゼネラルサービス（KGS）設立、別荘地管理業務開始[5]。
- 2018年（平成30年）3月1日 - 新潟県の不動産企業・株式会社ひまわりが事業譲受、KGSを株式会社エンゼルフォレストリゾートへ商号変更して管理業務開始[5][6]。